# Estaurolita

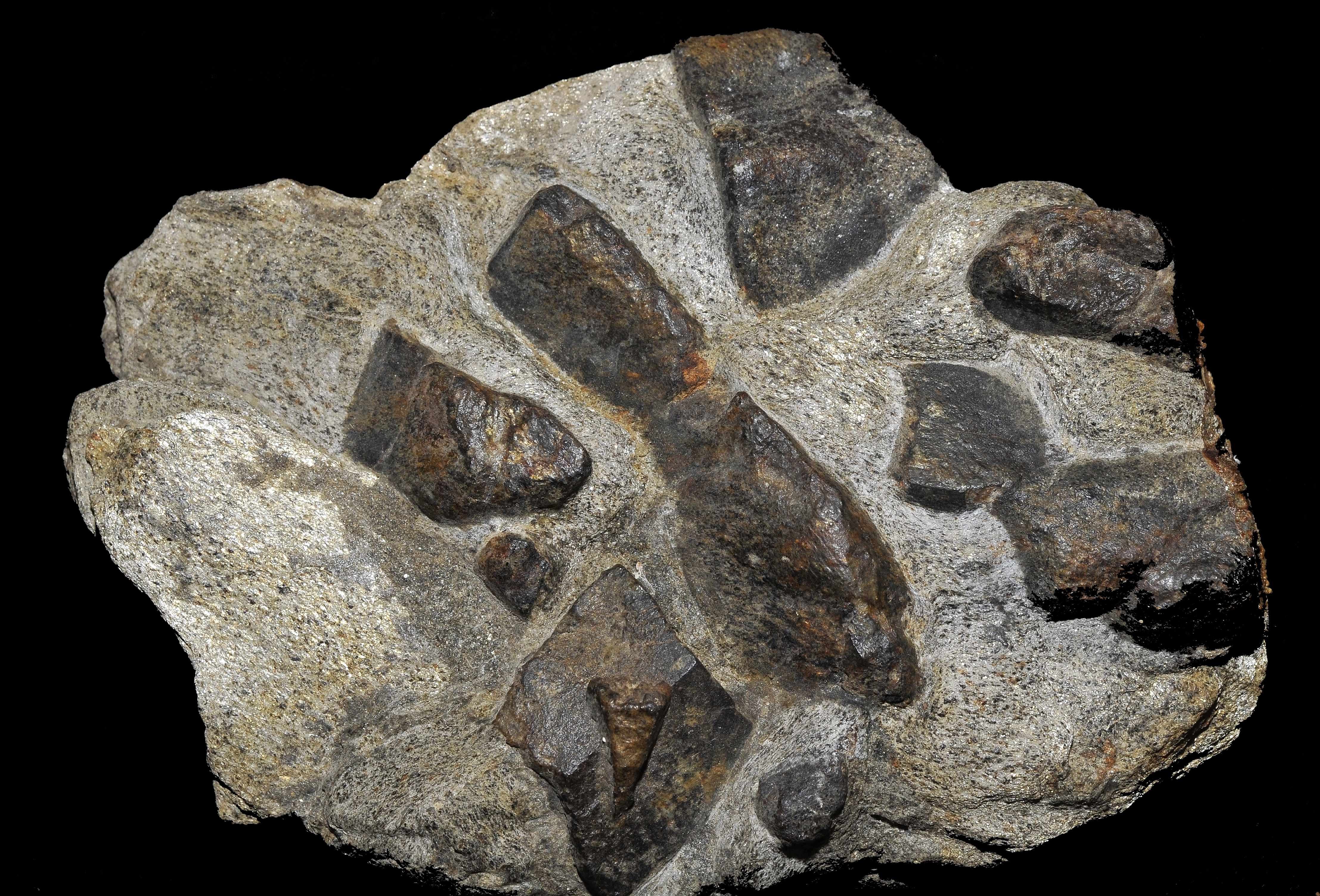
Estaurolita

A estaurolite ou estaurolita é um mineral de cor vermelha a castanha, geralmente opaco, do grupo dos nesossilicatos, com traço branco-acinzentado. Cristaliza no sistema monoclínico e tem dureza 6 a 7.5. A sua fórmula química é algo complexa: (Fe,Mg,Zn)2Al9(Si,Al)4O22OH2. O ferro, o manganês e o zinco ocorrem em proporções muito variáveis.
A estaurolita apresenta a particularidade de frequentemente os seus cristais se apresentarem Maclados numa característica forma de cruz. Os cristais macroscópicos apresentam hábito prismático, sendo geralmente maiores que os minerais circundantes. Por isso seu hábito é classificado como cruciforme ou prismático.
O seu nome deriva dos termos gregos stauros (cruz) e lithos (pedra) em alusão à sua forma maclada mais comum.
É um mineral formado em processos de metamorfismo regional de intensidade média a elevada. Ocorre associado à almandina, micas, cianita e outros minerais metamórficos.